# 当麻東原古墳
当麻東原古墳（たいまあずまはらこふん）は、神奈川県相模原市南区当麻にある古墳時代後期の古墳（円墳）。墳丘は市指定の史跡に指定され、出土品は市指定の有形文化財に指定されている。

## 概要
相模川左岸の段丘に位置する。かつて14基の円墳で構成されていた谷原古墳群（現在は当麻谷原1号墳が相模原ポンプ場内に保存）からは850メートルほど東に離れた位置に立地する。地元では馬塚（うまづか）・名馬塚（めいばつか）などと呼ばれていた。
1989年（平成元年）～90年（平成2年）に行われた市の土地区画整理事業に伴い、同時代の集落遺跡で古墳の北方70メートルにある東原遺跡とともに発掘調査された。古墳は7世紀に築造されたと見られており、横穴式石室から耳環や勾玉・管玉・鐙・鉄鏃・刀子などの副葬品が出土した。また東原遺跡では、竪穴建物5棟のほか、土師器の坏・甕・碗・甑・壺・砥石などが出土した。
現在古墳は当麻東原公園に保存され、出土品は相模原市立博物館に所蔵されている。

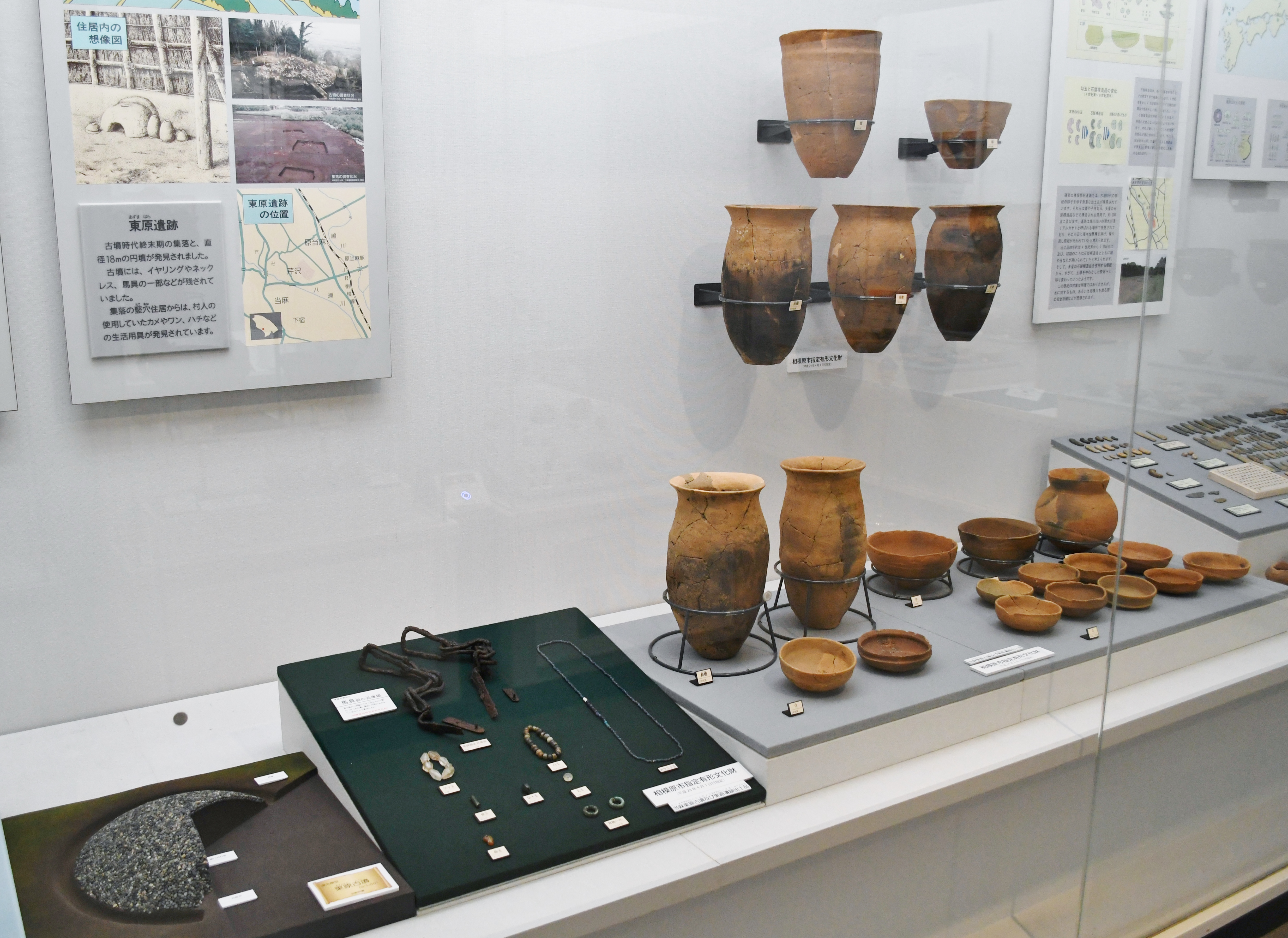
当麻東原古墳及び東原遺跡出土品（相模原市指定文化財） 相模原市立博物館展示。